# Działo bezodrzutowe

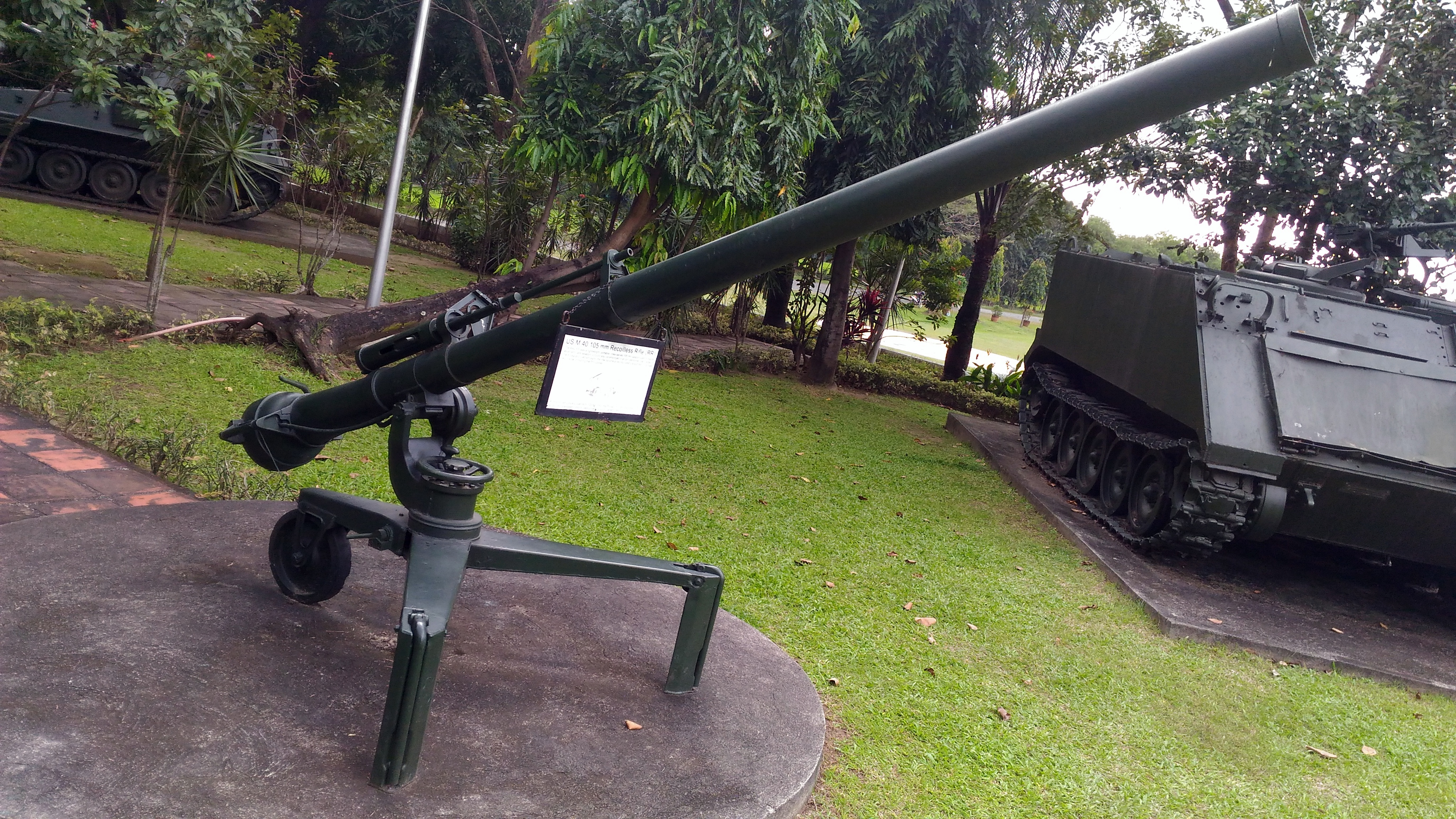
Działo bezodrzutowe M40

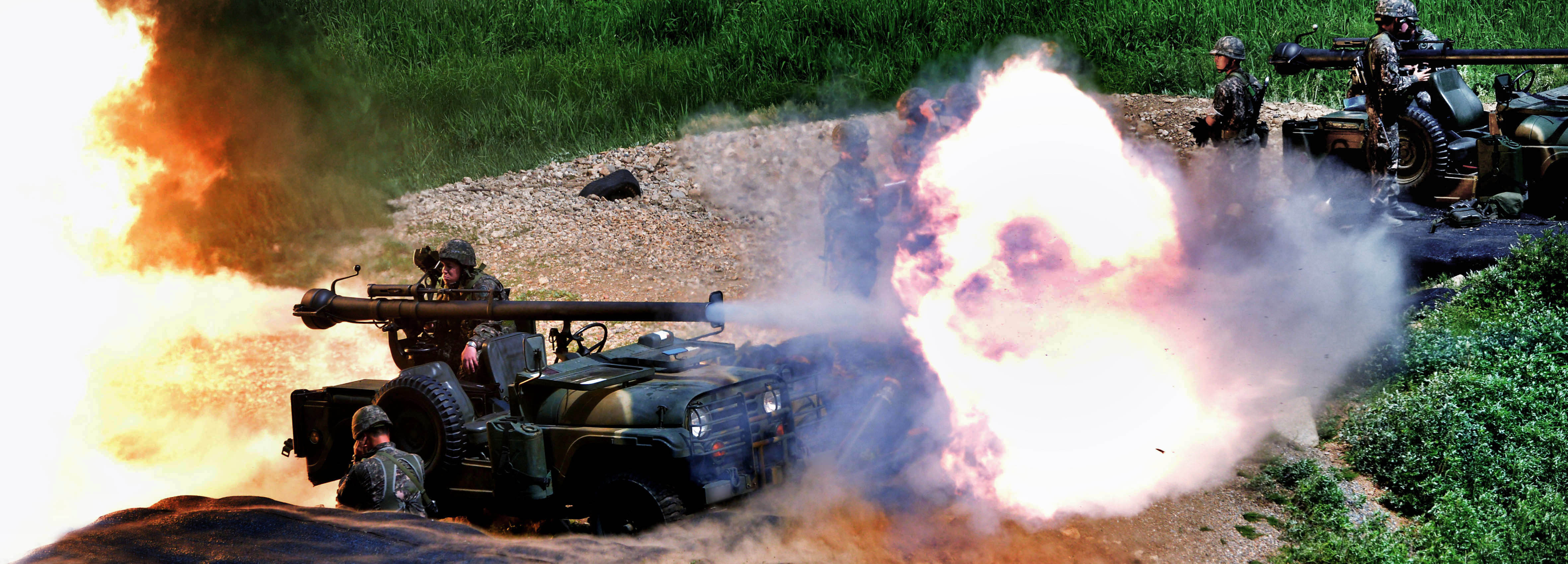
Wystrzał z działa bezodrzutowego M40

Zasada działania działa bezodrzutowego

Działo bezodrzutowe – działo, w którym zjawisko odrzutu zostało silnie zredukowane dzięki przekierowaniu części gazów prochowych powstałych przy strzale w przeciwną stronę niż kierunek lotu pocisku (zob. broń bezodrzutowa). Gazy wydostają się poprzez specjalne dysze lub otwory umieszczone w zamku działa. Naboje do dział bezodrzutowych mają łuski z otworami pozwalającymi na ucieczkę części gazów prochowych.
Zaletami tego rozwiązania są małe siły działające na konstrukcję (spowodowane brakiem odrzutu), a przez to możliwość obniżenia masy urządzenia. Pozwala to umieszczać broń tego typu na lekkich podstawach trójnożnych, samochodach terenowych i lekkich przyczepach. Uzbrojenie tego typu cechuje się niskim kosztem wytworzenia.
Do wad można zaliczyć: małą prędkość wylotową pocisków, zmniejszającą zasięg i energię kinetyczną, powstawanie niebezpiecznej strefy z tyłu działa (spowodowanej wylatującymi gazami prochowymi) oraz trudność w użytkowaniu działa w pomieszczeniach zamkniętych. Innym problemem jest większa masa ładunku miotającego spowodowana tym, że pewien jego procent musi zostać spożytkowany na wytworzenie gazów tworzących siłę przeciwstawną odrzutowi. Powoduje to zwiększenie ciężaru amunicji, przy takiej samej masie i energii kinetycznej pocisku, co w artylerii klasycznej (bez charakterystyk bezodrzutowych).
Od granatnika przeciwpancernego różni się gwintowaną lufą, która nadaje pociskom ruch obrotowy dla stabilizacji; granatniki są z reguły gładkolufowe, a pociski stabilizowane brzechwowo (w przypadku mniejszych dział jak Carl Gustaf, określeń tych używa się czasem wymiennie).
Dzięki małej masie i niewielkim wymiarom mają dużą manewrowość. Wykorzystywane są w wojskach powietrznodesantowych i oddziałach specjalnych do zwalczania opancerzonych wozów bojowych. Pozwalają na duże nasycenie jednostek piechoty stosunkowo skuteczną bronią przeciwpancerną. 